# Reformierte Kirche S-charl

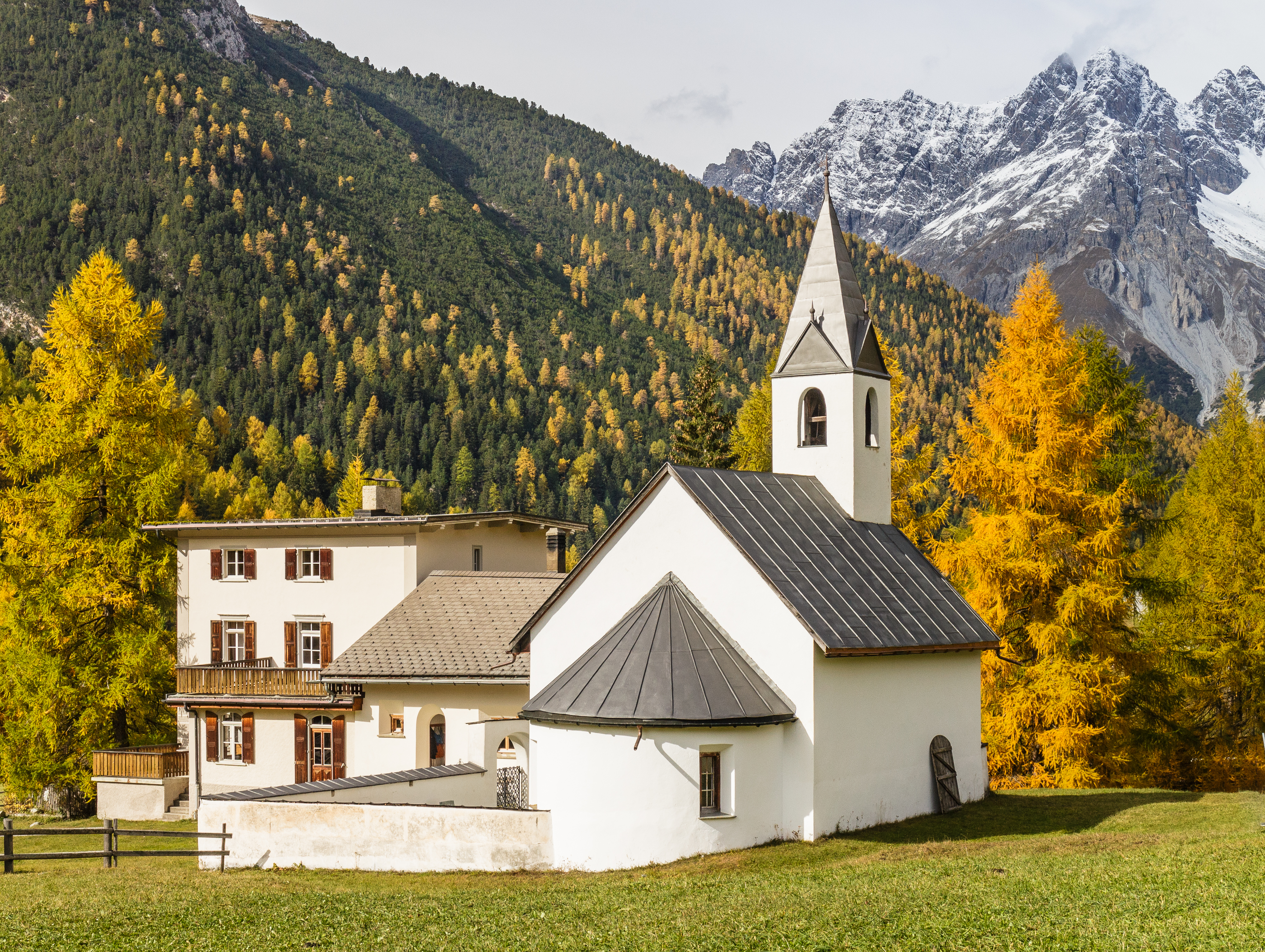
Aussenansicht

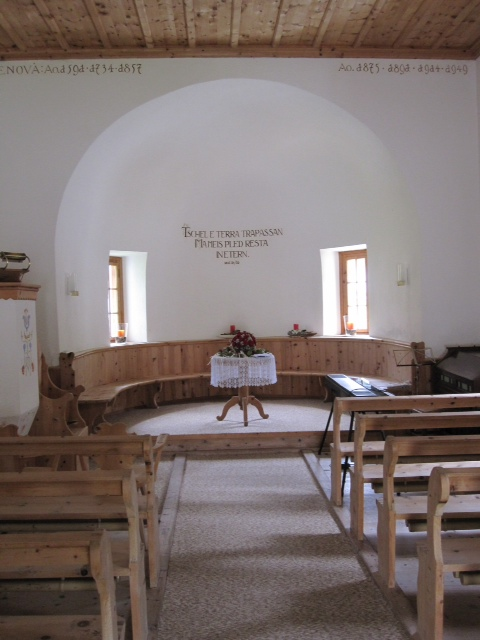
Innenansicht

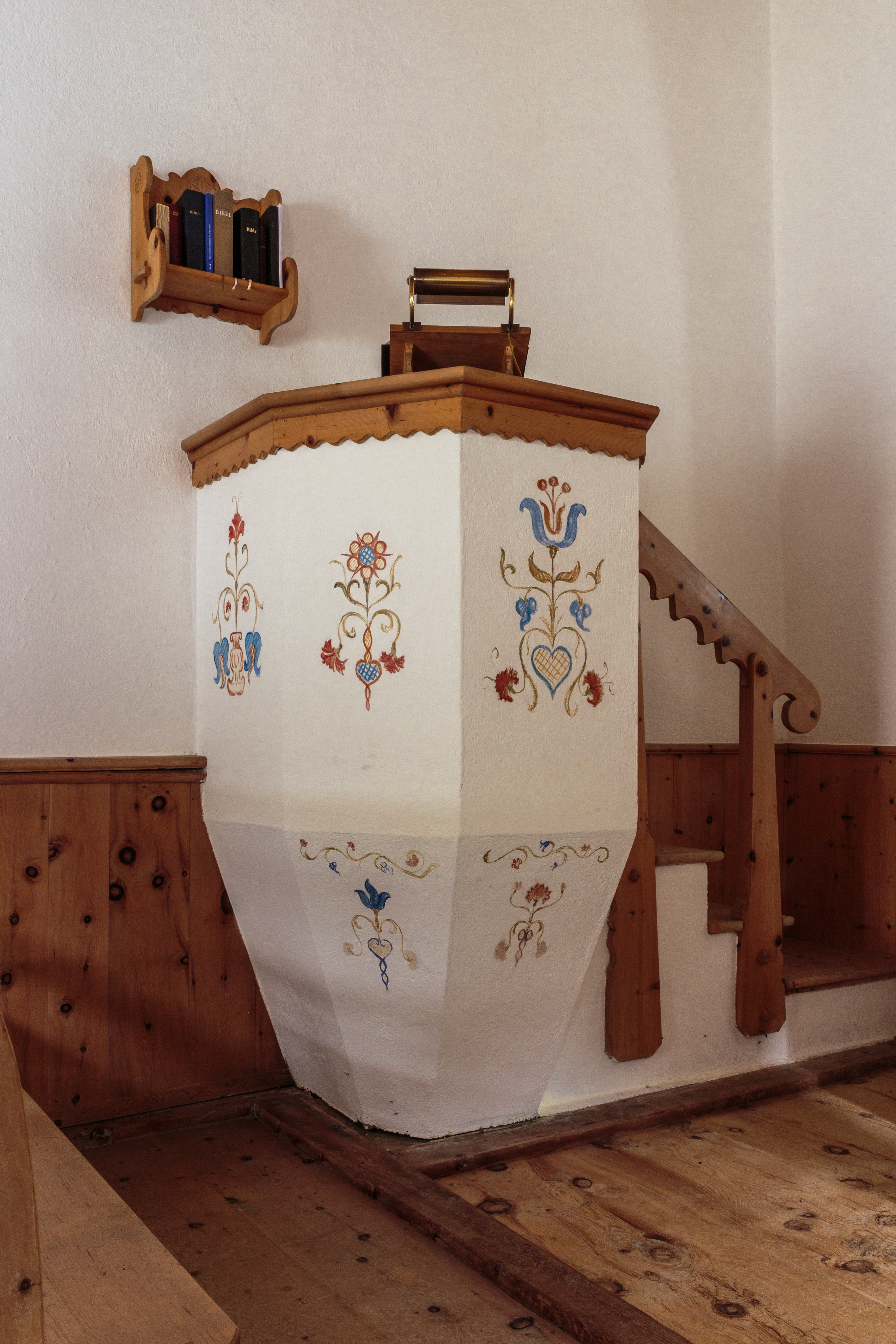
Kanzel mit Steinmalerei

Die reformierte Kirche in S-charl ist ein denkmalgeschütztes evangelisch-reformiertes Gotteshaus mitten im nur im Sommer bewohnten Weiler. Sie bietet für etwa 60 Personen Platz, in ihr werden Sonntagsgottesdienste und Hochzeiten gefeiert.

## Geschichte und Ausstattung
Die Kirche ist in ihrer Bausubstanz hochmittelalterlich. Bekannt sind Renovationen aus den Jahren 1515, 1734 und 1949. Dabei wurde ihre ursprüngliche Struktur als romanische Saalkirche ohne Chor, stattdessen mit angebauter halbrunder, gewölbter Apsis beibehalten. Die Flachdecke im Schiff wurde im 19. Jahrhundert eingebaut. Über dem Eingangsbereich befindet sich ein moderner Dachreiter mit Zeltdach.
Möglicherweise war sie in vorreformatorischer Zeit als Wallfahrtskirche für Reisende aus dem Val Müstair in Gebrauch.
Die polygonale Kanzel ist mit für Graubünden an diesem Teil von Kirchenarchitektur sonst unüblicher Steinmalerei reich verziert.

## Kirchliche Organisation
S-charl gehört zur Kirchgemeinde Scuol/Tarasp innerhalb der evangelisch-reformierten Landeskirche Graubünden.